# قرار مجلس الأمن التابع للأمم المتحدة رقم 1087
قرار مجلس الأمن التابع للأمم المتحدة رقم 1087، الذي اتخذ بالإجماع في 11 ديسمبر 1996، بعد إعادة تأكيد القرار 696 (1991) وجميع القرارات اللاحقة بشأن أنغولا، مدد ولاية بعثة الأمم المتحدة الثالثة للتحقق في أنغولا (UNAVEM III) حتى 28 فبراير 1997.
وتم التأكيد على أهمية التنفيذ الكامل لاتفاقات السلام، بما في ذلك بروتوكول لوساكا، وتم تذكير جميع الأطراف بالتزاماتها.
كان هناك تقدم بطيء في عملية السلام. وافق المجلس على توصية الأمين العام بطرس بطرس غالي بتقليص حجم بعثة الأمم المتحدة الثالثة للتحقق في أنغولا خلال شهر شباط / فبراير 1997، بسبب إرهاق المانحين. واضطر الطرفان أيضا إلى بدء العمل على دمج قوات مختارة من يونيتا في الجيش الأنغولي وتسريحه. وتعين على الطرفين أيضا التوصل إلى اتفاق بشأن المركز الخاص لرئيس يونيتا كرئيس لأكبر حزب معارض قبل 31 كانون الأول / ديسمبر 1996. طُلب منهم السفر إلى لواندا لتشكيل حكومة وحدة وطنية ومصالحة. إن حظر الأسلحة المفروض على يونيتا، المفروض بموجب القرار 864 (1993)، كان لا بد من تطبيقه بصرامة وتم الإعراب عن القلق من أن الدول المجاورة لا تطبقه.
ثم طُلب من الطرفين تكثيف جهود إزالة الألغام وتدمير مخزونات الألغام الأرضية التي ستراقبها بعثة الأمم المتحدة الثالثة للتحقق في أنغولا. وأخيرا، طُلب إلى الأمين العام التحضير لوجود تابع للأمم المتحدة في أنغولا سيشمل مراقبين عسكريين ومراقبين للشرطة وعنصر سياسي ومراقبين لحقوق الإنسان وممثل خاص، يقدم تقريرا في موعد أقصاه 10 شباط / فبراير 1997.

## روابط خارجية
- نص القرار في undocs.org